# Рабиня (фільм, 1947)
Про радянський художній фільм див. Рабиня (фільм, 1968)
Рабиня (англ. Slave Girl) — американський пригодницький трилер режисера Чарльза Лемонта 1947 року.

## Сюжет
Американський авантюрист їде в Триполі, щоб врятувати викрадених моряків, але по дурості зв'язується з красивою рабинею.

## У ролях
- Івонн де Карло — Франческа
- Джордж Брент — Метт Клейборн, він же П'єр
- Бродерік Кроуфорд — Чіпс Джексон
- Альберт Деккер — Паша
- Луїс Кольє — Алета
- Енді Дівайн — Бен
- Артур Трічер — Томас «Ліверпуль» Грісволд
- Карл Есмонд — Ель Хамід
- Ден Сеймур — Телек
- Філіп Ван Зандт — Юсеф
- Тревор Бардетт — Хаджі, власник кафе